# Say Piseth
Say Piseth (sinh ngày 4 tháng 8 năm 1990 ở Phnôm Pênh, Campuchia) là một cầu thủ bóng đá người Campuchia thi đấu cho câu lạc bộ National Police Commissary ở Giải bóng đá vô địch quốc gia Campuchia.
Anh từng đại diện Campuchia thi đấu quốc tế.